# 纳粹种族理论

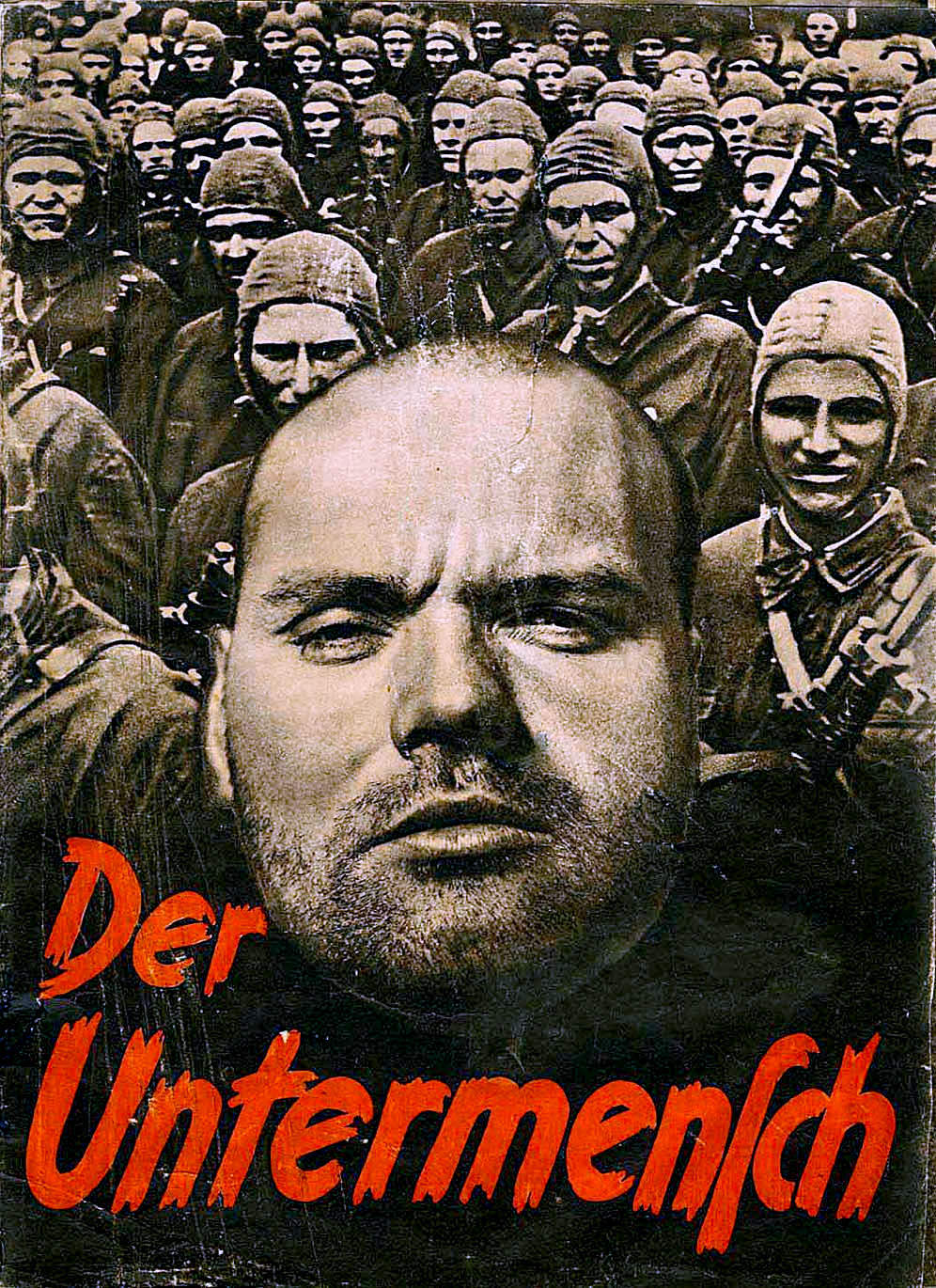
1943年的纳粹宣传画，其中将中东欧各民族定义为“次等人類”（Untermensch）

纳粹的种族理论是纳粹党采纳并发展了一些科学而形成的种族分类理论，并成为了其意识形态的一部分。纳粹将想象中的“雅利安人種”定为“优等种族”（Herrenrasse），将黑人、混血种族、罗姆人、犹太人以及其他“劣等种族”人口定为“次等人類”（Untermensch），这些人只适合当奴隶劳工并灭绝。上述观念源于19世纪人类学、科學種族主義以及反犹太主义的杂糅。

## 种族等级
纳粹自称遵守严格且科学的人类种族等级体系。阿道夫·希特勒对种族与人类的观点在他的《我的奋斗》中随处可见，但第11章“国家与种族”（Nation and Race）则是专讲这一话题的章节。发放给希特拉青年團成员的政治宣传读物中有一章讲到了“日耳曼种族”，大量引述了科学种族主义与优生学支持者汉斯·京特的研究成果。该读物似乎是用从高到低的次序排列了欧洲各种族在纳粹种族等级体系中的位置：北歐人種、地中海人種、第拿里人种、阿爾卑斯人種以及东波罗的人种。

### 雅利安人：日耳曼人和北欧人

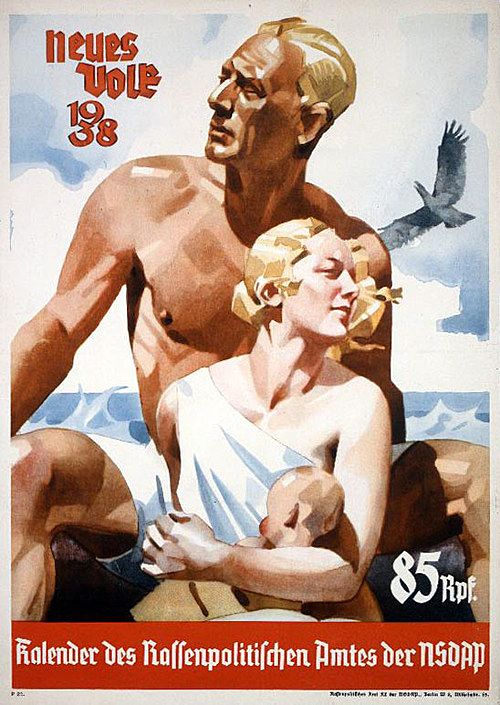
1937年的纳粹宣传画，旨在展示一个属于纯种雅利安人的新民族（Neues Volk）

希特勒在演说与写作中提出，最优秀的人类种群的确存在，就是“雅利安人種”。在纳粹意识形态中，雅利安血统最纯正的民族就是生活在德国、英格兰、荷兰以及斯堪的纳维亚的北欧人。在纳粹的定义中，北欧人种身材高大（平均身高1.75米），面部较长，下巴突出，鼻梁窄而直，或呈鹰钩状，鼻底高，身型较瘦，颅骨较长，头发无卷曲，颜色淡，瞳孔颜色淡，皮肤白皙。纳粹认为德国人、英格兰人、丹麦人、挪威人、瑞典人是全欧洲种族最纯粹的族群。
纳粹声称德国人是雅利安-北欧人种的一个南方分支的特别代表。纳粹认为德国人中的北欧人种族群是所有德国人中最高等的，但德国人中也常常包含有其他较为下等的人种，比如阿爾卑斯人種，其特征是身高较矮，身材矮壮，鼻梁较平，毛发及瞳孔的颜色大多为深色。希特勒与纳粹种族理论家汉斯·京特表示，这种问题可以通过选择性繁殖来改变，从而让他们也拥有“北欧人”特征。
党卫队全国领袖海因里希·希姆莱从1920年代起开始受里夏德·沃尔特·达里所提出的血与土概念影响。达里坚信北欧人种是最高等的族群，而德国农民则会在保障德国之未来与德国对东欧的扩张的过程中起到根本性作用。达里认为，是德国农民增强了德国人民的种族力量。
希姆莱要求所有想加入党卫队的人都要接受种族筛查，禁止任何混有斯拉夫、尼格罗或犹太种族血统的德国人加入党卫队。申请者需提供能证明自己家族从1800年开始一直只有雅利安血统的证明（对军官申请者来说，这个年限则是1750年往后）。
尽管希姆莱支持将神秘学与他的种族理论相结合，但希特勒不信这一套，1938年9月6日，他在纽伦堡宣布：
国家社会主义运动不是邪教运动，它是一种以种族原则为基础的的政治学说。它的目标不包括神秘主义宗教，因此我们不会给敬神活动留余地，只会为人民造殿堂——不会有膜拜之所，只会有集会与阅兵之地。我们没有宗教的隐居所，只有体育竞技场和运动场，我们的集会地也不会像教堂那样神秘幽暗，而是明亮的居室或厅堂，还带有以健康为目的的美丽。在这样的殿堂中，敬奉崇拜之举得不到赞扬，殿堂只因召集人民而存在，而我们对人民的了解就来自于漫长的斗争；我们已习惯于举行这样的集会，我们亦希望能将其继续开展下去。我们不会允许满脑子神秘主义的人渗透进我们的运动。这种人不是国家社会主义者，而是些别的东西——无论如何，这些东西都不会与我们有瓜葛。在我们的计划之巅，没有猜疑，只有对理念的明确认识和坦率的表白。
希姆莱曾在1940年2月秘密会见其他大區長官时说，“我们信念坚定，我对此的信仰，就如同我对上帝的一样，我相信我们的血统，也就是北欧血统，是地球上之最优…几十万年过后，这种北欧血统将依然是最优等的。别无他人，我们就是凌驾于所有事物与人类的优等民族”。
希特拉青年团所有团员人手一本的读物上如此写道：“我们民族血统的最重要成分就是北欧血统（55%）。但这并不等于我们中的一多半人就是纯种北欧人。所有上述种族都是以混杂状态出现在祖国大地各处的。但事实情况是这样的，我们的人民中有一大部分都拥有北欧血统，这令我们能从北欧人的立场评估自身的特质、精神、身体结构以及躯体之美。”纳粹宣传机器提出，德国必须由北欧人种所主宰，但德国人是否都具备北欧人种的体貌特征却并不重要，只要具备“德国人”应有的特点，即“勇敢、忠诚与荣誉”，那么他就属于北欧人种。
在第三帝国存在的整个过程中，令人满意地定义谁是“雅利安人” 问题仍然存在。  1933年，纳粹官员阿尔布雷希特·格尔特（Albert Gorter）在专业公务员制度恢复法中对“雅利安人”的定义如下：
雅利安人属于高加索人（白种人）的三个分支之一；雅利安人又分为西（欧洲）雅利安人，即日耳曼人、罗马人、希腊人、斯拉夫人、拉脱维亚人、凯尔特人（以及）阿尔巴尼亚人；和东（亚洲）雅利安人，即印度人和伊朗人（波斯人、阿富汗人、亚美尼亚人、格鲁吉亚人、库尔德人）。因此，非雅利安人就是：1，属于其他两个人种——蒙古人种（黄种人）和尼格罗人种（黑种人）——的族群；2，属于高加索人种的另两个分支——闪米特人（犹太人、阿拉伯人）和含米特人（柏柏尔人）——的族群。芬兰人和匈牙利人属于蒙古人种；但我们制定该法律并非是要把他们当作非雅利安人。因此…欧洲人中的非犹太人就都是雅利安人…
但纳粹无法接受对“雅利安人”的这种定义，因为一些非欧洲族群也被算进了雅利安人；于是納粹的人口与人种政策专家顾问将“雅利安人”重新定义为与“日耳曼血统”相关的人。纳粹种族理论家们普遍认同，“雅利安人”并非人种学名词，严谨地说，它只是个语言学名词。尽管如此，纳粹宣传机器依旧使用“雅利安人”一词。
1935年6月，纳粹德國内政部长威廉·弗利克主张应该用“犹太人”以及“外族人”来替换“非雅利安人”一词。但这个提议遭到了拒绝。
恩斯特·布兰迪斯 (Ernst Brandis) 博士提出了自己心目中的“德国血统”：
德国民族并非单一族群，而是由不同种族（北欧人种、第拿里人种、阿尔卑斯人种、地中海人种等）以及这些种族的杂交后代组成的。德国人民拥有上述所有种族以及杂交种族的血统就能代表“德国血统”。
威廉·弗利克于1936年1月3日谈及了纽伦堡法案，他表示：
获得帝国公民身份的先决条件就是具备德国血统，所以所有犹太人都无法成为帝国公民。但该法律对其他血统与德国血统不相关的民族的制约也是一样的，比如吉普赛人和尼格罗人。根据《保护德国血统和德国荣誉法》第6条，若婚后产生之后代会危及德国血统之纯洁性，那么此种婚姻便不合法。该条文杜绝了德国血统者与无犹太血统的外来血统者通婚的可能。在欧洲的外来种族中，除了犹太人之外，通常只有吉普赛人。
汉斯·格罗布克在1936年出版的《公民权与人类之天然不平等性》（Civil Rights and the Natural Inequality of Man）中提到纽伦堡法案以及帝国公民权：
帝国公民身份可以授予生活在德国的波兰人、丹麦人等。这与拥有外族血统的德国公民完全不是一个问题。不過欧洲民族中的一大外来民族犹太人的种族异质性就十分明显。因此，犹太人没有资格为德意志人民与帝国服务。我们绝不能让他们拥有帝国公民身份。
纽伦堡法案将“具有德国或其他相关血统”的人和犹太人、黑人以及吉普赛人发生性关系或结婚定为非法，即种族污染。
在1938年的一份为纳粹党纽伦堡集会印制的小册子里，所有欧洲民族都被算作与德国人“血统相关”的族群：
欧洲中部及北部是北欧人种的发源地。在距今最近的一次冰川期开始时，也就是大约在公元前5000年时，北欧人种中存在一个北欧-印欧原始族群（artgleicher nordrassischer Menschen），他们中的所有成员都使用同种语言，行为举止（Gesittung）也一致，随着该族群的扩张，又衍生出了一些或大或小的族群。从这些族群中又衍生出了日耳曼人、凯尔特人、罗马人、希腊人、斯拉夫人、波斯人以及雅利安印度人…原始的种族团结与对最重要的文化成果在数千年里一直都是令西方人团结一致的纽带。
但是在波蘭戰役后，纳粹决定将斯拉夫人降级为非欧洲人：
日耳曼人是欧洲东部唯一的文化承载体，作为欧洲主要力量，他们不仅要保护西方文化，还要将其带到荒蛮之地区。几个世纪以来，日耳曼人一直都在欧洲东部充当壁垒，保卫西方抵御免遭不开化的野蛮人的暴行。在他们所镇守的边界的另一边，是斯拉夫人、阿瓦尔人以及马扎尔人。
1942年，希姆莱又表示所有非日耳曼欧洲民族（斯拉夫人、拉丁人、凯尔特人、波罗的人）的血统都与日耳曼血统有关。
纳粹德国将犹太人、罗姆人、黑人、斯拉夫人（包括波兰人、塞尔维亚人、俄罗斯人）统统视作非雅利安人，且将他们划定为低等人类、劣等民族。

### 东亚人

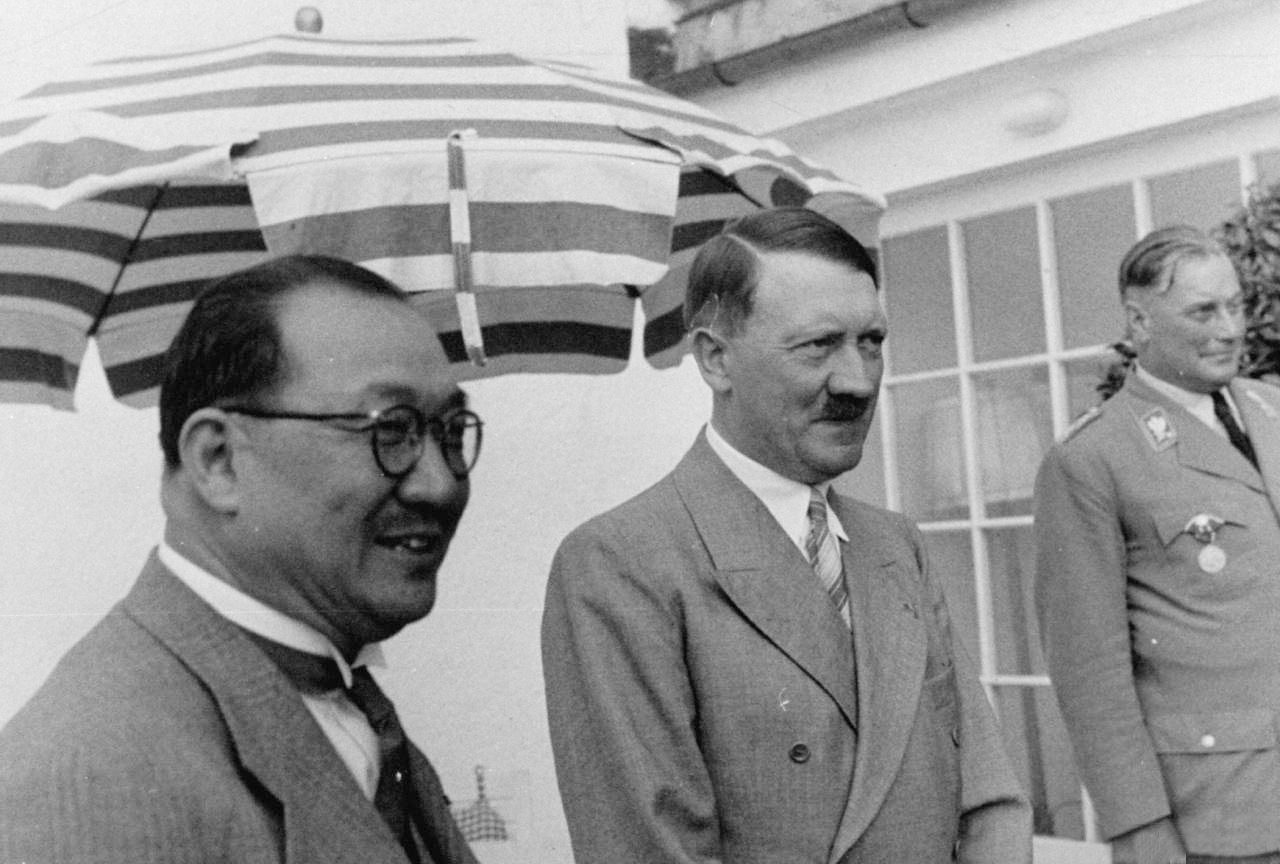
1937年希特勒与孔祥熙会面

希特勒于1933年掌权后，纳粹政府开始实施种族法令，同年，日本政府就多起针对日本人或日裔德国人的种族事件向德方提出抗议。后来特别是在中德合作破产、德日正式确立同盟关系后，纳粹高层对他们的日本盟友的态度变得宽大了不少，双方间的争端亦得以化解。
在德国的种族法律下，中国人和日本人是遭受不公对待的族群，但德方依旧将东亚人（不包括朝鲜人和尼格利陀人）視為“荣誉雅利安人”，而且除了专门针对犹太人的1935年纽伦堡法案之外，德国其他种族法律基本会对所有“非雅利安人” 加以不公正对待。
中国向德国宣战并加入同盟国阵营后，在德中国公民遭到了纳粹德国的迫害。纳粹的反犹主义学者约翰·冯·莱斯主张将日本人排除出种族法令的迫害对象，因为他相信日本人和雅利安人之间存在种族联系，而且也想帮德国增进与日本的外交关系。约翰·冯·莱斯得到了納粹德國外交部的支持，1934至1937年间，德国外交部曾多次试图更改法案，但其他政府机关，如种族政策办公室，则反对修改法案。
希特勒曾邀请中国军人来到德国的军事院校进修。德国自1926年起就一直支持中華民國的军事与工业发展。德国亦曾讓亚历山大·冯·法肯豪森和汉斯·冯·塞克特等人前往中國擔任军事顾问，在国共内战以及剿匪戰爭中协助國民政府。德国还曾讓炮兵专家马克斯·鲍尔前往中国出任蔣中正的军事顾问。也就是在同一时期，中華民國財政部部长孔祥熙出访纳粹德国，于1937年6月13日受到希特勒的接见。会晤过程中，希特勒、赫尔曼·戈林以及亚尔马·沙赫特共同向孔祥熙授予荣誉博士学位。为了吸引更多中国学生来德留学，希特勒、赫尔曼·戈林以及亚尔马·沙赫特在说服了一位德国实业家提供资金后，向孔祥熙提出要为在德国大学与军事学院学习的中国学生拨款10万帝国马克。另外希特勒还提出要给中国一大笔国际贷款，但孔祥熙委婉拒绝了。这次会晤过后，有数量极少的中国公民加入了德国武装力量。这些加入纳粹军队的中国军人中最有名的便是蒋介石之子蔣緯國，他曾在慕尼黑的一所纳粹德国军校（Kriegsschule）学习军事战略与战术，之后取得中尉军衔，在欧洲作为德国国防军的一员参与作战任务，最终在二战末期返回中国。
希特勒在《我的奋斗》中写道，他最早在1904年就支持大日本帝国，“日俄战争爆发时，我年岁已经不小了，能独立做出判断了。出于民族原因，我选择在站在日本一边。我认为日本战胜俄国是对奥地利斯拉夫主义的沉重一击”。在书中，他曾数次表达对日本民族的尊敬。尽管和日耳曼人不属于同一种族，但希姆莱等人还是认为日本人和拥有日耳曼-北欧血统的民族一样，都具备足够的优等特质，二者间可以建立同盟。
德国将军、地理学家、地缘政治学家卡爾·豪斯霍弗爾的理论可能对希特勒的扩张战略的发展产生过影响，他将日本视作德国的兄弟国家。1908年，他被德国陆军派到日本，“向日本陆军学习，并作为炮兵教官向她们传授经验。这个任务改变了豪斯霍费尔一生，也标志着他对东方的特别情怀的开始。在接下来的四年里，豪斯霍费尔在东亚到处游走，学会了朝鲜语、日语以及汉语官话，他掌握的语言还有俄语、法语、英语。豪斯霍费尔是叔本华的理论的忠实支持者，在身在远东的日子里，他接触到了神秘的东方学说”。以这种学说为基础，豪斯霍费尔对日本人做出的评价是“东方的雅利安人”，甚至还称他们是“东方的优等种族”。
纳粹德国外长康斯坦丁·馮·諾伊拉特曾在1933年10月针对日方的抗议公开发言，误称日本人免受种族法令制约。该声明此後迅速傳播，以至于德国、日本以及其他国家的很多人都以为这种豁免真的存在。但日本人并没有得到免受种族法令制约的豁免，1935年4月的一项法令称，因涉及非雅利安人（如日本人）而产生的种族歧视案件若会破坏德国与他国的外交关系，则需要对其进行单独处理。而关于这类案件的裁决通常都需要几年的时间才会有结果，受案件影响的人也就无法在那段时间里找到工作，或跨种族通婚，这主要是因为德国政府认为免受种族法令制约的人越少越好。为避免1933年的争议再度出现，德国政府经常不情愿地豁免更多的日本侨民。自1934年起，德国政府还禁止媒体讨论涉及日本人的种族法律。二战期间，希特勒曾担心亚洲会出现“黄种人”（日本人）霸权，进而取代英国殖民者的“白种人统治”。

### 乌拉尔雅利安人
一直想为“雅利安人”找到令自己满意的定义的纳粹们被一类欧洲民族难住了，他们的语言不属于印欧语系或印度-雅利安语支，这类民族包括爱沙尼亚人、芬兰人以及匈牙利人。
1933年，纳粹通过《专业公务员制度恢复法》首次尝试在法律上解决上述难题，在格尔特（Albert Gorter）为该法编纂的“雅利安人”定义中，各乌拉尔民族也被算了进来。但纳粹无法接受该定义，因为这样一来，部分非欧洲民族也将被算作雅利安人。于是，格尔特在人口与人种政策专家顾问的授意下将“雅利安人”的定义改为“雅利安人是与日耳曼血统有關的人。自可考的历史记录出现以来，居住在欧洲的封闭定居点（Volkstumssiedlung）的民族之后代就属于雅利安人”。该定义将爱沙尼亚人、芬兰人以及匈牙利人纳入了“雅利安人”的范畴。1938年，又有一纽伦堡法案之评注宣称芬兰人和匈牙利人中的大多數都具有雅利安血统。

#### 爱沙尼亚人
1941年，为管理占领的爱沙尼亚国土，纳粹德国成立了東方專員轄區。在柏林，主管殖民活动的部门成员在部长阿爾弗雷德·羅森堡的领导下一致认同爱沙尼亚人属于芬兰-乌戈尔人，因此也就属于“雅利安人”。
战争期间，希特勒曾说爱沙尼亚人的血统中包含有很多“日耳曼成分”。 

#### 芬兰人
芬兰人在纳粹种族理论中的位置颇具争议，因为在传统的种族等级中，他们和萨米人一样，都是“东蒙古人种”（Eastern Mongol race）的一部分。尽管有上万德军驻扎在芬兰境内，但不像挪威，芬兰境内没有生命之泉计划的运行中心。但有档案研究表明，出于不明原因，有26名芬兰女性与生命之泉计划有关联。
德国于1941年6月开始發起巴巴羅薩行動入侵苏联，在部分芬兰城市遭苏军空袭后，芬兰军队和驻拉普兰的德军部队开始入侵苏联领土。芬兰这次与苏联开战主要是因为他们想夺回在《莫斯科和平协定》中被迫割让给苏联的国土。1942年11月，由于芬兰对东线战场北方侧翼上的德军给予了重大支持，希特勒宣布“自现在起，芬兰及芬兰人民可以享受北欧国家以及北欧民族待遇”，这可以算是纳粹政权能给予他国的最高赞许之一。希特勒曾在私人谈话中表示：
芬兰人在与俄国人的首次交战后向我求援，提出可以让自己的国家变为德国保护国。我现在并不后悔当时拒绝了这一提议。事实上，在其六百年的历史中，这个颇具英雄气概的民族光是打仗就打了一百年，配得上最高的敬意。与将他们并入德意志帝国相比，与这个英雄民族结盟的好处要多得多——从长计议，兼并一个民族必定会引发难题。

#### 匈牙利人
在1934年的《国家社会主义国家中的家庭、种族、人民》（Family, Race, Volk in the National Socialist State）系列小册子的一本之中，马扎尔人被直接算作雅利安人。但在一年之后，《种族科学期刊》（Journal for Racial Science）上的一篇关于“对匈牙利人的种族诊断”的文章则指出“至于匈牙利人的种族情况，各方观点依然有很大分歧”。甚至到了1943年，能否允许匈牙利女性与德国男性结婚依然是争议问题；若调查确定该女性拥有日耳曼“相关血统”，则可以允许二人成婚。

### 西方雅利安人

#### 不列颠人
汉斯·F·冈特认为，斯堪的纳维亚和德国北部地区的民族是最纯正的北欧人，并加以具体解释：“也许我们能这么说，若瑞典人的血统中有超过80%的北欧成分，那么挪威人血统中的北欧成分则在80%左右。”而不列颠和德国南部人口则不是纯种北欧人。德国民族的北欧血统比例为55%，其他民族——如阿尔卑斯人（尤其是在德国南部）、第拿里人或东波罗的人（尤其是在德国东部）——的血统则掺杂其中。至于各个不列颠岛屿，汉斯·FK·冈特表示：“我们也许能将如下种族比例套用到不列颠诸岛屿人口上：60%的北欧血统；30%的地中海血统、10%的阿尔卑斯血统。”他补充说，“从整体上看，德国人中的北欧特性似乎要比英格兰人的更为分散，在英格兰，北欧血统似乎大多集中在社会上层阶级”。希特勒也附和该论调，说英格兰的下层阶级属于“低等民族”。
至1938年11月德英关系恶化之前，纳粹宣传机器一直将英国人当作证明雅利安人种之种族优越性的范例，指出他们建立了一个统治着逾百万非雅利安人的帝国。而此后不久，纳粹喉舌则将英国人称作“雅利安人中的守财奴”，是一群只看钱的财阀。

#### 法兰西人
在希特勒看来，法国人在种族上与德国人相近，但并非德国人的同类。他是如此评价法国人的种族特性的：“法国一直敌视我们。除北欧血统之外，法国人还拥有一种永远与我们相异，无法与我们相融的血统。”汉斯·F·冈特亦支持该观点，说法国人的血统中基本都是阿尔卑斯和地中海成分，而非北欧成分，但他们依旧具备较强的北欧人种特性。他说法国人血统的种族比重是这样的：25%的北欧血统、50%的阿尔卑斯或第拿里血统、25%的地中海血统。这三种血统分别在法国北部、中部、南部最为普遍。
希特勒计划将法国人口的一大部分去除，以便给德国定居者留出空间。纳粹特意將法国东部設立“禁区”（Zone interdite），目的是为了在完全征服法国后，将这里纳入納粹德國版图。定居在“禁区”内的法国人口约为七百万，在当时占据法国总人口的近20%，他们都将被驱逐，他们的土地将被至少一百万德国定居者占据。巴巴罗萨计划开始后，为促进东部新佔領土的建设，上述计划可能遭到了搁置，也可能被直接取消了，并且由于德国没能打赢战争，该计划从未得到落实。

### 地中海雅利安人
纳粹宣传机器对地中海人种外貌的描述是棕色头发、棕色眼睛、肤色较白，但比北欧雅利安人的肤色略深，身高较矮（平均1.62米），長著长型或中型颅骨，身形较瘦。对符合该类定义的人的其他特性的描述是“轻快活泼，甚至话非常多”“易激动，甚至热情激昂”，但也说他们“容易被感性而非理性驱使”，因此“该种族产生的杰出人物很少”。

#### 意大利人
意大利人的雅利安血统比重一直受纳粹种族理论家们质疑。在希特勒看来，北意大利人有着更明显的雅利安人特征，但南意大利人则不然。纳粹认为正是种族混杂导致了罗马帝国的衰亡，他称意大利人是杂交民族，他们还拥有黑非洲人种的血统。希特勒于1936年6月会见意大利法西斯领袖贝尼托·墨索里尼时告诉他，所有属于地中海人种的民族都遭到过尼格罗人血统的“污染”。

#### 希腊人
希特勒曾在1920年的一次演说中声称希腊文明源于雅利安人。在他那部未出版的著作《第二本书》中，希特勒写道，必须将斯巴达视为史上首个本土運動国家。类似地，他在1929年8月的一次演说中重申了上述观点，称斯巴达是历史上“种族最纯净的国家”。
阿爾弗雷德·羅森堡认为古希腊文明是“雅利安-希腊种族精髓”（Aryan-Greek race soul）的成果。在希姆莱的指示下，为研究希腊的“印度-日耳曼和雅利安”起源，祖先遗产学会诞生了。

### 东方雅利安人
1930年代中期，前来访德的伊朗和土耳其的外交官们道出了自己的疑问，既然伊朗人和土耳其人也使用印欧语系的语言，那么纳粹政府又是如何看待这两个族群的呢。纳粹给出的结论是，来自亚洲的印欧语系语言（包括原始印欧语，如安那托利亞語族）使用者——比如伊朗人和土耳其人——属于雅利安人。纳粹将土耳其人视作欧洲人。

#### 伊朗人

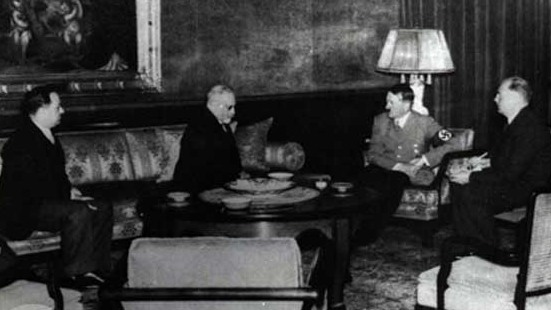
希特勒会见伊朗大使

纳粹政府自1933年开始就一直在试图加强德国在伊朗的影响力，他们资助并管理着一本名为古老伊朗的种族主义期刊，参与编辑的还有伊朗的亲纳粹者阿卜杜拉赫曼·赛义夫·阿扎德（Abdulrahman Saif Azad）。1930年代，这本和其他沙文主义讀物在伊朗精英阶层中十分流行；这些读物“着重强调波斯民族在伊斯兰教到来前的往日光辉，推测称伊朗目前的落后状态是‘野蛮的阿拉伯人和突厥人’造成的”。在伊朗，
纳粹们在伊朗精英阶层中找到了散播法西斯主义与种族主义思想的沃土。纳粹宣传机器鼓吹“两个民族”所共有的雅利安祖先。为继续煽动伊朗人的种族主义情绪，納粹德國内阁于1936年颁布了一道特别法令，将伊朗人从受纽伦堡法案限制的族群中排除，原因是伊朗人是“血统纯正”的雅利安人…在各种亲纳粹出版物、讲座、演说以及仪式上，穆罕默德-礼萨·巴列维都被拿出来与希特勒、墨索里尼相提并论，以强调这些领袖所具备的相似个人魅力。
纳粹意识形态在波斯官员、精英以及知识分子中十分常见，而且“甚至那些非波斯裔伊朗人都迫切地想和纳粹”以及设想中的雅利安种族“建立联系”。希特勒宣布伊朗属于“雅利安人国家”；1935年，沙阿在德国大使的建议下将国家在国际上使用的国名由波斯改为伊朗，以展现“雅利安人之间的团结”。
1936年，纳粹种族政策办公室为回应外交部提出的一个问题而将非犹太民族的土耳其人划定为欧洲人，但“没有回答该如何看待明显不是欧洲人的阿拉伯人、波斯人以及穆斯林这一问题”。当年晚些时候，就在1936年夏季奥林匹克运动会开始前，面对埃及方面提出的问题，纳粹称纽伦堡法案不适用于埃及人，在伊朗驻柏林大使向德国官员们保证“身为雅利安人的伊朗人无疑会在种族上与德国人有血缘关联”后，德国外交部“向伊朗驻柏林大使馆表示，‘雅利安人与非雅利安人’并非正确的区分方式，在“具备日耳曼或与日耳曼相关联的血统的族群和犹太人以及异族人种”之间进行区分才是对的。
美国史学家杰弗里·赫尔夫曾写道，
經過1936年春夏的商讨，纳粹当局已向阿拉伯外交人员保证，纳粹意识形态与政策是直接针对犹太人的，不针对非犹太闪米特人。在纳粹种族理论中，阿拉伯人和穆斯林是不同族群，但与《我的奋斗》所提出的种族等级体系形成鲜明对比的则是，纳粹并没有将这两个族群视作劣等民族。但因为纳粹相信最好不要发生种族杂交，所以非犹太裔德国人就该与其他非犹太裔德国人结婚。在1936年夏天，正是因为这些关于血统和种族的讨论太过令人费解，纳粹才得以在自己的种族意识形态与立法中找出空当，从而平息在二战前和即将在二战期间与德国密切合作的非犹太闪米特人——阿拉伯人和穆斯林——的情绪。他们发现，反犹主义至少不会触犯一部分阿拉伯和波斯外交官的原则，只要反犹政策只针对犹太人即可，他们甚至已经习惯于用纳粹政权设定的种族主义分类法来看待世界上的各个民族与国家。

#### 土耳其人
纽伦堡法案通过后，纳粹党种族政策办公室在如何定义土耳其人的种族的问题上遇到了困难。1936年1月，有报告称拥有土耳其血统的德国人被党和国家区别对待，生活艰难。德国外交部宣布，“确定土耳其人是否属于雅利安人的工作必须尽早完成”，这样才能给土耳其使馆以“满意答案”。德国外交官们接到指示，必须对相关问题给出如下答案：“在德国，土耳其人被视作欧洲民族，因此依据德国的种族法律，每位土耳其公民都能在德国得到和其他欧洲国家公民一样的待遇”。得知了该决定的土耳其媒体将“土耳其人是雅利安人！”这样的话印上了报纸头条。

#### 格鲁吉亚人
希特勒曾在一次桌边谈话中如此评价格鲁吉亚人：
格鲁吉亚人不属于突厥民族；而是一个典型的高加索部落，甚至可能还带点北欧血统。
和其他苏联民族相比，德方更优待格鲁吉亚人，甚至还组建过一支格鲁吉亚军团。希特勒还推理说，鉴于约瑟夫·斯大林本人的格鲁吉亚血统，以及格鲁吉亚苏维埃社会主义共和国在联盟中的名义上的自治地位，格鲁吉亚最终势必被苏联——而非德国——拉近。
1939年8月24日，在《苏德互不侵犯条约》签订谈判期间，希特勒曾让自己的私人摄影师海因里希·霍夫曼 (摄影师)去拍摄生于格鲁吉亚的苏联领袖约瑟夫·斯大林的耳垂，希望借此断定他是否是“雅利安人”或“犹太人”。希特勒最终得出的结论是，斯大林是“雅利安人”。希姆莱则认为斯大林是一个已经消亡了的“北欧-日耳曼-雅利安血统”分支的后代。

### 斯拉夫人
美国史学家约翰·康纳利提出，纳粹种族理论不能完全解释他们在二战期间执行的针对斯拉夫人的政策，因为战争期间出现过与理论相矛盾的投机主义现象。1939年战争爆发前，纳粹高层只提出过关于斯拉夫人是劣等民族的模糊概念。而他们的劣等程度则是在战争期间被断定的。
纳粹认为，东欧——即使用斯拉夫语族的地区——是欧洲最低等种族的聚居区，与欧洲其他区域差异明显。
汉斯·FK·冈特在著作《欧洲的种族科学》（The Racial Science of Europe）中写道，斯拉夫人原本属于北欧人种，但已经经历了几个世纪的种族杂交。不過他认为有部分波兰和其他斯拉夫人依然保有足够的北欧血统，可以接受日耳曼同化，因为这一部分人应该是早期斯拉夫人中的北欧血统统治阶级的后代。他在《欧洲历史的种族成分》（The Racial Elements of European History）中写道：“欧洲东部展现出了从种族混杂的中欧向种族单一的东波罗的人种以及内亚地区的转变趋势…由于东波罗的人和内亚人的体貌特征较为接近，想在这两个族群间划定明确的界线相当困难。”他写道，东欧的北欧人种主要出现在维斯瓦河、涅瓦河、道加瓦河沿岸以及沃里尼亞南部地区，但继续往南边和东边看，东波罗的人变得越来越多了，最终在某些地区“混杂进了强劲的内亚血统”。 汉斯·FK·冈特估计，在俄语使用区域，当地人的血统中大约有25%至30%的北欧成分。在波兰地区，从西往东，当地人血统中的东波罗的成分、阿尔卑斯成分以及内亚成分都有所增长。在他的理论中，血统中东波罗的人种成分大的斯拉夫人都智力愚钝，肮脏。他还说德国部分地区“犯罪率极高”的原因就在于当地的东波罗的人。
曾在1920年代加入过反斯拉夫组织农业者联盟的希姆莱曾如此写道：
增加我们的农民人口是抵御自东边涌来的大群斯拉夫人口的唯一有效的办法。就像六百年前那样，为了保卫日耳曼人，日耳曼农民注定要在养育了自己的神圣土地上与斯拉夫人决战。

希特勒在《我的奋斗》中写道，德国人应在东欧开辟生存空间。
在未出版的著作《第二本书》中，希特勒表示，纳粹党的外交政策应该以为德国民众获取生存空间为根本目的。
希特勒在同一本书里提到了不应该对吞并的外国领土上的居民进行日耳曼同化。
为了给为德国民族夺取生存空间找借口，纳粹后来将斯拉夫人界定为种族低等的“亚洲-布尔什维克”（Asiatic-Bolshevik）乌合之众。
由于納粹認為德国人和东欧人发生性关系会“危及德国民族之种族完整性”，盖世太保在战争期间对违令者进行过迫害。
希姆莱曾如此估计东方的非日耳曼人口的未来：
在那里，四年制小学就是最高等的学府。而这种小学的唯一教学目标就是——最多只教会学生做500以内的简单计算；教会学生写自己名字；以及教诲学生牢记服从德国人、诚实、勤劳与恭顺的神圣法则。我认为没必要在这种学校里开展阅读活动。
1941年，希姆莱提出应“让德国以及有德国血统的农民定居在被吞并地区，以此建立一道抵御各斯拉夫民族的壁垒”。希姆莱宣称，只有在“东方居民全都是具备真正的德国血统的人”时，对东欧的日耳曼同化才告圆满完成。

#### 保加利亚人
約瑟夫·戈培爾在1938年12月14日的日记中写道，保加利亚人是“勇敢的民族，也是我们的朋友”。
希特勒曾在战争期间表示把保加利亚人划归斯拉夫人之列完全就是胡说。

#### 克罗地亚人
希特勒曾在一次桌边谈话中如此评价克羅埃西亞人：
若克罗地亚人属于我们的帝国，那么他们就将是德国元首的忠诚助手，保卫我们行军中的部队。无论如何，我们都不应像现在的意大利人那样对待克罗地亚人。克罗地亚人是个自豪的民族。他们应直接向元首宣誓效忠。就像这样，我们能绝对信赖他们。当Slavko Kvaternik来拜见我时，我眼中看到的就是一位我所一直认识的那种克罗地亚人，对待友谊坚定不移，立下了誓言就永不会动摇。克罗地亚人十分不想被算作斯拉夫人。他们自称是哥特人的后代。而全民族都讲斯拉夫语言则仅仅是个意外，他们这么说。
克罗地亚法西斯主义烏斯塔沙政府拒绝承认克罗地亚人源自斯拉夫部落，支持克罗地亚人是日耳曼哥特部落之后代的说法。1941年4月30日，烏斯塔沙政府通过了三部种族法律：“种族出身法令”（Legal Decree on Racial Origins）、“保护雅利安血统及克罗地亚民族荣誉法令”（Legal Decree on the Protection of Aryan Blood and the Honor of the Croatian People）以及“公民身份法令”（Legal Provision on Citizenship）。

#### 波士尼亚克人
日期为1942年11月1日的一篇备忘录表明波斯尼亚穆斯林领袖们已经提出过组建一支受德方指挥的武装党卫队志愿部队的建议。希姆莱个人着迷于伊斯兰教信仰，认为伊斯兰教能培养出勇敢无畏的士兵。他觉得相较于温和的基督徒，凶猛的穆斯林更适合战斗，认为应继续开发他们的尚武品质，让其派上用场。他觉得因为伊斯兰教教义“保证穆斯林军人能在战死后升入天国”，所以穆斯林是党卫队的理想人选。

#### 捷克人
在纳粹于1939年3月16日宣布波希米亞和摩拉維亞保護國成立后，党卫队官员卡尔·赫曼·法兰克（Karl Hermann Frank）如此定义“德国人”：
若一个人公开表示自己是日耳曼民族的一员，那么他就是日耳曼民族的一员，但前提是他得满足一些条件，如语言、成长经历、文化等。具有异族血统的人，特别是犹太人，则绝不可能成为德国人…因为公开表示自己属于日耳曼民族事关重大，所以即使只有部分日耳曼血统或完全来自另一民族的人——例如捷克人、斯洛伐克人、乌克兰人、匈牙利人、波兰人——都有可能被算作德国人。鉴于当前关系，我们无法对“德国国民”一词做出更明确、详细的阐述。
纳粹的目的是对波希米亚和摩拉维亚地区进行日耳曼化。而捷克人和德国人之间的性关系与婚姻为题则变得棘手了。纳粹没有禁止捷克人和德国人结婚，亦没有制定禁止捷克人与犹太人结婚的法令。与捷克男性结婚的德国女性将丧失帝国公民身份，而与德国男性结婚的捷克女性则可以加入德国民族。
尽管希特勒认为捷克人源自蒙古人，但依照对波希米亚和摩拉维亚保护国实行彻底日耳曼化的计划，希特勒于1940年与种族人类学家们达成一致，最多只有50%的捷克人的血统中含有足够的北欧成分，可以接受日耳曼同化，而其他“蒙古人种捷克人”以及捷克知识分子则不可接受同化，“他们将被剥夺权力，遭到驱逐，尽一切可能将他们运出国境”。
1941年，希特勒向他的宣传部长戈培尔夸赞说“捷克人工作勤劳，有创造力”，一年后，他又评价捷克人是“勤勉又聪明的工人”。

#### 波兰人
希特勒认为波兰人属于异族，他在《我的奋斗》中反對對波兰人进行日耳曼同化，因为他认为低劣的波兰人会令德国民族变弱。
汉斯·FK·冈特则认为，波兰北部人口中的绝大部分属于北欧人种，在波兰社会上层阶级人口中也能发现北欧血统。
奥托·雷什是德国种族主义理论家中的一位重要人物，他后来成为了利普斯克的种族与民族科学研究所所长，主张对波兰民族进行种族灭绝。他在担任所长期间曾写道，波兰民族是斯拉夫人、波罗的人以及蒙古人的“不幸的杂交产物”，应将他们全部灭绝，以免污染德国血统。奥托·雷什在德国入侵波兰时曾写道，“我们需要空间，但不需要波兰虱子寄居在我们身上”。
德国入侵波兰后，纳粹宣传机器开始将波兰人描述为次等人类。1939年10月24日，宣传部在一次会议之后下达了第1306号指令：“必须让所有德国民众——即便是挤奶女工——清楚，波兰人就等同于次等人类。波兰人、犹太人以及吉普赛人都处在同等低劣的层级…应该让民众们明白这一點，并时常用目前已有的概念，如“波兰经济”“波兰崩溃”等加以宣传，直到从农场工到知识分子的所有德国人都将所有波兰人视作害虫为止。”。
戈培尔在1939年10月10日的日记中记述了希特勒对波兰人的看法：
元首对波兰人所做的结论是毁灭性的。在他看来，波兰人更接近禽兽，而非人类，而且完全原始、愚蠢，且杂乱。而波兰人中的统治阶级也是低等民族与雅利安优等民族杂交的产物，不尽如人意。波兰人的肮脏超乎我们想象。他们绝对没有能力做出判断。
1939年12月，希姆莱宣布为避免“即将迎来新定居者的土地上出现杂交人类”，则必须进行种族评估，“我想要创建一个纯血省份”。
1940年5月8日，納粹宣佈禁止任何波兰男女和德国男女发生性关系。纳粹宣传机器给有波兰工人居住的农舍发去了传单，告知农场里的德国人：
保持德国血统的纯洁！无论男女！就像和犹太人发生关系会被视作奇耻大辱一样，与波兰男女发展亲密关系的德国人也已犯下罪行。在种族问题上要保持头脑清醒，保护你自己的孩子。不然，你就将失去最重要东西：名誉！
与波兰劳工发生性行为的德国女性受到的惩罚是：头发被剃光，脖颈上挂着详述其罪行的标牌，之后在自己所生活的地方游街示众。1940年后，德方接到波兰男性与德国女性发生性关系的指控后，经常不经审判便对男方处以绞刑。
希特勒在战争期间曾表示，为避免将任何“日耳曼血统”传递给波兰的统治阶级，德国人不应与波兰人发生性关系。
由于纳粹内部对哪些波兰人能接受日耳曼同化无法达成统一意见，制定对波兰德占区中的波兰人开展日耳曼化的计划变得非常困难。尽管但泽-西普鲁士的大區長官兼帝國總督  阿爾伯特·福斯特艾伯特·福斯特支持彻底灭绝波兰人，但他也很愿意让那些自称具有“日耳曼血统”的波兰人变为德国人。要想弄清这些波兰人是否真有德国血统已几乎完全不可能。希特勒最终裁定，让两位大区长官按自己意愿对自己治下的帝国大区展开日耳曼化，“不再过问”。在德意志人名錄所确立的分类中，阿爾伯特·福斯特所负责的大区内有大约三分之二的波兰人口都能被算作德意志人。 

#### 俄罗斯人
希特勒在《我的奋斗》中如此写道，“俄罗斯民族国家是一个低等民族血统中的日耳曼成分发挥其建立国家之作用的绝佳范例”。
1941年5月19日，德国國防軍最高統帥部颁布了在俄部队行为准则，受此影响，第4裝甲集团军指挥官埃里希·霍普納向麾下部队下达了如下命令：
对俄战争是日耳曼民族之存亡斗争中的重要篇章。这是日耳曼人与斯拉夫人间历史悠久的斗争，是帮助欧洲文化抵御莫斯科-亚洲洪流并反击犹太布尔什维主义的斗争。此战的目标必定是摧毁现代俄罗斯国家，必须以史无前例的严肃态度才能达成该目标。每一次军事行动都必须按计划进行，也必须以钢铁般的决心来执行，从而无情、彻底地灭绝敌人。特别注意，必须把当今俄罗斯布尔什维克体制的一切信徒赶尽杀绝。
1941年6月22日正式入侵苏联后，纳粹开始计划灭绝苏联的各个民族。希特勒命令党卫队別動隊将苏联公职人员中的所有“没有价值的亚洲人、吉普赛人以及犹太人”全部处决。纳粹宣传机器将对苏战争描绘成了一场日耳曼民族与犹太人、罗姆人以及斯拉夫人这些次等人类间的种族战争。类似地，俄罗斯人也被描述为“亚洲兽群”“蒙古风暴”以及“次等人类”。
希姆莱曾在斯德丁向“北方”东线战斗群的武装党卫队士兵们发表演说，说对苏战争是一场“对立的意识形态与种族间的”战争。他提出，纳粹主义以“我们的日耳曼、北欧血统的价值”为根本，与“一亿八千万混杂着各种种族与民族成分，连姓名都十分拗口的杂交族群”交战，士兵们应“不带任何怜悯地射杀”这些人。
戈培尔在1942年7月19日写了一篇题为“所谓的俄罗斯精神”（The So-Called Russian Soul）的短文，表示俄罗斯人的死硬态度源自其“动物性的”民族特质。

#### 乌克兰人
部分乌克兰人在德国入侵苏联之初将德军士兵视作能帮助自己脱离苏联暴政的“解放者”，部分纳粹也考虑过建立独立的乌克兰国家一事，但在德军开始对乌克兰人进行集体屠杀之后，那部分乌克兰人对他们的憧憬很快就破灭了。希特勒和其他纳粹高官都反对乌克兰以任何形式取得独立。烏克蘭專員轄區的帝国专员（Reichskommissar，即总督）埃里希·科赫曾公开宣称乌克兰人属于劣等民族，并禁止所有下属和他们发生一切接触。科赫还曾公开称乌克兰人是黑鬼。
希特勒在战争期间曾说乌克兰人“与他们的大哥俄罗斯人一样都是懒惰、无组织、虚无的亚洲民族”。但他也推测过蓝眼睛的乌克兰人是远古日耳曼部落的后代。
科赫于1943年3月5日说：
我们是优等民族，必须牢记即便是最低等的日耳曼工人的种族和生物价值也比这里的人要高上千倍。
1943年，希姆莱下令出版一部小册子，用其中的照片来说明所谓的日耳曼人种族优越性和乌克兰人种低劣性。

### 犹太人
希特勒将德国第一次世界大战战败的责任全部推卸给“内部敌人”。凡尔赛条约导致德国经济困难，德国人开始怪罪国内的犹太人，说他们在破坏国家。因此，纳粹将犹太人划入最低等民族一档，用侮辱性词语“次等人类”（Untermensch）以及“猪”（Schwein）来称呼他们。纳粹宣传机器支持刀刺在背传说這一反犹阴谋论，即德国并没有输掉一战，而是前线部队遭到了德国民众——特别是犹太人——的背叛。
希特勒于1920年2月24日宣布了纳粹党的《二十五点纲领》。其中的第四点是这么说的，“民族之成员才能成为国家之公民。无论信仰，凡是拥有日耳曼血统者，便是国家之公民。因此，犹太民族无一能成为国家之一份子”。
汉斯·FK·冈特在其多本著作，如《犹太民族人种学》（Rassenkunde des jüdischen Volkes）中都曾表示犹太人主要属于“近东种族”（也就是常说的亚美尼亚人种）。他认为，犹太民族的种族混杂程度之高已达到了需将他们视作“二级种族”（race of the second-order）的程度。在他的理论中，阿什肯纳兹犹太人是近东人种、阿拉伯人种、东波罗的人种、内亚人种、北歐人種、含米特人种以及尼格罗人的杂交产物，而塞法迪犹太人则是阿拉伯人种、近东人种、地中海人种、含米特人、北欧人种以及尼格罗人的杂交产物。他相信，犹太人在体貌特征上与欧洲人不同。在对犹太人的种族起源做出结论后，汉斯·FK·冈特开始编纂关于犹太人为何与其他欧洲民族不同且自身特征如此之突出的理论；对此他写道，这是因为他们的外貌、说话方式、姿势动作以及味道。
纳粹于1934年出版了一本题为“为什么要采纳雅利安法”（Why the Aryan Law？）的小册子，试图为在德国人中分隔犹太人与非犹太人找借口。
1935年，纳粹颁布纽伦堡法案，禁止非犹太德国人与犹太德国人发生性关系以及结婚。法案同时规定，犹太人不得在家中雇佣45岁以下的非犹太德国人，亦不可悬挂納粹德國国旗、国家旗帜，不可展示納粹德國国家颜色。

### 罗姆人（吉普赛人）

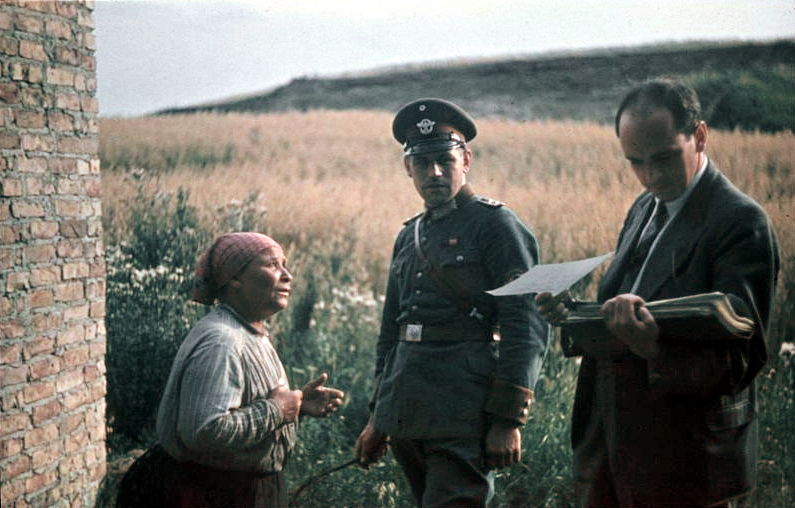
1936年罗伯特·里特探访罗姆人居所

纳粹认为，吉普赛人原本属于雅利安人，但经过了几个世纪之久的流浪生活，他们已经与非雅利安人发生过杂交，因此属于“异族”。吉普赛人受纽伦堡法案约束，不得与“拥有日耳曼或相关血统”的人发生性关系或结婚，还被剥夺了公民身份。
纳粹于1936年设立了种族优生与人口生物学研究单位（Racial Hygiene and Demographic Biology Research Unit）。罗伯特·里特（Robert Ritter）任单位领导，其助理名为伊娃·贾斯汀（Eva Justin），该单位奉命对“吉普赛问题”（Zigeunerfrage）进行深度研究，并为“吉普赛法”的编纂提供数据。
在于1936年春进行了大量实地考察（包括通过采访和医学检查等方式来确定罗姆人的种族类别）后，研究单位得出结论，绝大部分罗姆人都没有“纯正的吉普赛血统”，因此会对德国的种族纯洁性构成威胁，所以要将他们驱逐或灭绝。但他们没有对剩下的那些罗姆人（数量约占欧洲罗姆人总人口的10%）——主要是生活在德国境内的辛提人（Sinti）和拉勒里人（Lalleri）——做出决定，只有部分人提出了一些建议。希姆莱建议将绝大部分罗姆人遣送至偏远的居留地，就像美国对其国内的美洲原住民所做的那样，而“纯正的吉普赛人”则可以继续不受妨碍地过自己的流浪生活。以下为希姆莱所言：
国家采取措施来捍卫德意志民族之同质性，其目的必须是将吉普赛人完全分离出德国民族，避免种族混合，并最终为纯种或混血吉普赛人确立生活规范。只有制定一部吉普赛法才能为此创造法律基础，进而避免血统混合之情况继续发生，亦能调控所有关乎生活在德意志民族生存空间内的吉普赛人之去向的紧迫问题。
虽然纳粹从未颁布过希姆莱想要的吉普赛法，他还是在1938年建议“以种族为出发点”解决“吉普赛问题”。

### 黑人

纳粹宣传中的黑人和日耳曼人对比

希特勒在《我的奋斗》中称法国占领军中的非裔士兵与欧洲女性所生下的儿童是对雅利安种族的污染，“尼格罗血统侵染了位于欧洲之心的莱茵河”。而且他还认为导致这些所谓的萊茵蘭雜種出现的元凶是犹太人，写道“（犹太人）把尼格罗人带到了莱茵兰，其最终目的是降低他们所憎恨的白种人的人种质量，从而拉低其文化和政治水准，以便让自身占据主宰地位”。他还暗示说这也是法国人的阴谋，因为法国人口的“尼格罗化”现象正愈演愈烈。
因为认定爵士乐是“堕落的尼格罗音乐”，纳粹将其封禁。纳粹认为爵士乐出现于德国也是犹太人的阴谋，他们企图统治德国以及非犹太德国人民，进而摧毁德国文化。
纳粹优生学家、人类学和优生学教授欧根·菲舍尔认为应将德国为数不多的黑人人口全部绝育，以保护德国人民。1938年，至少有400名有非裔血统的儿童在莱茵兰被强制绝育。
在纽伦堡法案之下，黑人是遭到歧视的族群，因此，他们无法成为納粹德國公民，亦不能和拥有“日耳曼及相关血统”的人（雅利安人）发生性关系或结婚。

## 种族主义意识形态

### 意识形态
曾有一些纳粹试图从伪宗教学或伪科学角度证明雅利安人种比其他所有种族都要优越。雅利安人种优越性的中心教义在纳粹党内部得到了广泛支持。
被定性为“次等人类”的人将被剥夺一切权利，将遭到如动物一般的对待，他们的生命将被定性为不值得活的生命，即不配生存的生命，他们只适合接受奴役，或遭受灭绝。 
在学校，德国青少年们要依据纳粹意识形态来了解“优等人类”（Übermenschen）北欧日耳曼人和“卑贱的”犹太人与斯拉夫“次等人类”间存在的所谓差别。1990年代，一位犹太裔德国妇女创作了一幅关于纳粹意识形态的插图，她对1930年代中期纳粹们结队走过自己在德国中部的家的场面记忆犹新，那些人唱着“在犹太人之血顺着我的刀刃喷出之时”这样的歌词。在关于奥地利-瑞典物理学家莉泽·迈特纳的一部传记中，有这样一段话，“国家社会主义德国工人党的代表们在帝国议会中伸直右臂，行纳粹礼，唱着纳粹党歌<霍斯特·威塞尔之歌>，歌词唱道，‘冲锋队在进军…犹太人血溅街头’”。
納粹德國粮食与农业部长里夏德·沃尔特·达里提出的“血与土”这一短语流行了起来。納粹還實施種族優生政策。
美国优生学家麦迪逊·格兰特在其著作伟大种族的消亡：或欧洲历史的种族基础的第一版（1916年）中将日耳曼人定性为主要属于北欧人种的族群，但在出版于美国加入一战之后的第二版中，已成为美国之敌的德国被定性为由“低等的”阿尔卑斯人种所主宰的国家，哈佛大学人类学教授卡尔顿·库恩在其著作《欧洲之诸种族》（The Races of Europe，1939年）中也进行了类似的定义修改。
汉斯·FK·冈特认为犹太人是“比所有欧洲民族都要低等的亚洲民族”。
纳粹优生学政策追捧北欧人种，认为该人种优于阿尔卑斯人等其他种群，特别是在战争期间，纳粹正要做出将被占领地区的人口并入納粹德國的决定时。生命之泉亦试图扩充北欧人种人口数量。
希特勒和海因里希·希姆莱计划在纳粹主义赢得最终胜利后，用党卫队来作为欧洲种族“复兴”的基础。党卫队将是一支依据“纯血统”北欧人种标准筛选出来的种族精英力量。

希姆莱在向親衛隊第1師的军官们演说时表示：

在过去的11年里，我作为党卫队全国领袖的终极目标从未改变：建立一支拥有优等血统的力量来为德国服务；必须对这支力量加以无穷尽的、无保留的利用，因为即便是最惨重的损失也无法伤及这支部队以及其成员的生命力，因为总会有新人填补前人留下的空缺；我要创建一支能到处传播北欧血统观念的力量，吸引来全世界的所有北欧血统，夺去我们的敌人的血统，将其吸干，再给他们注入足够多的北欧血统，他们将再也不会与我们为敌。

## 对种族理论的政治宣传与实践
纳粹编纂出了一套精密复杂的政治宣传系统，以传播其种族理论。例如，纳粹建筑就是为了创建“新秩序”以及改善“雅利安种族”而诞生的。纳粹还认为他们能利用体育揭露所谓的低等民族——例如犹太人——的邋遢懒散、久坐不运动以及身材走形等特征，从而“振兴本民族”。希特拉青年團初创于1922年时的一大基本目标就是训练未来的“雅利安超人”以及在将来能为帝国忠诚战斗的士兵。
纳粹党于1920年宣布，只有具备“纯正雅利安血统”的德国人才有资格入党，而且若申请入党者有伴侣，那么该伴侣也必须是“纯种”雅利安人。党员不得与所谓的“非雅利安人”有任何直接或间接的亲缘关系。德国农民中的纳粹党员也不得和捷克或波兰人结婚，避免后者通过婚姻进入德国农庄，从而“保护”他们“自己的种族及民族基础”的“纯洁性”。

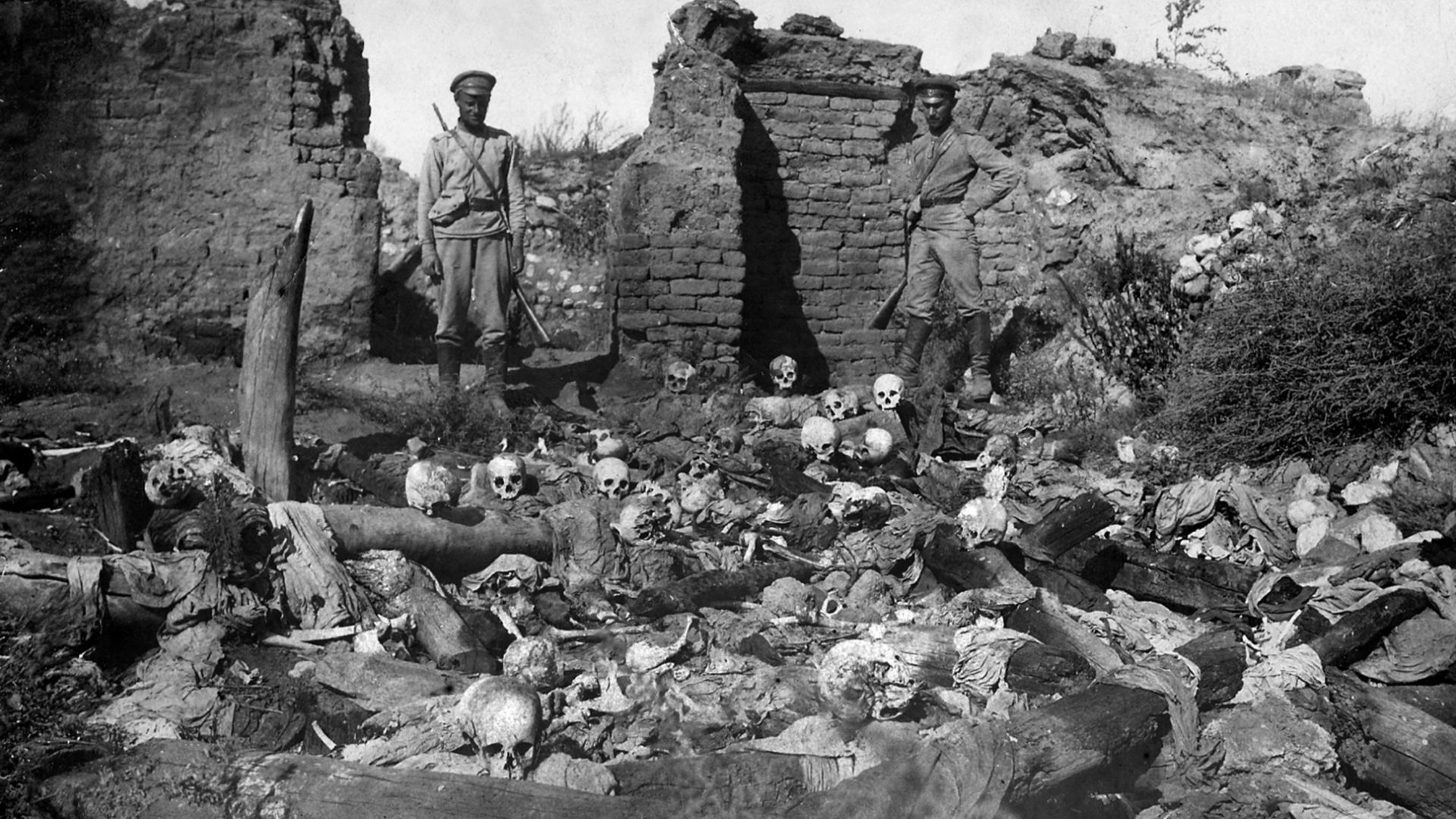
许多纳粹高级官员将土耳其对亚美尼亚人实施大屠杀而未被惩罚作为其行动依据

在戈培尔的国民教育与宣传部的指令下，德国电影也被用来散播种族主义理论。德累斯顿的德国卫生博物馆也为普及种族理论出过力。该博物馆曾于1934年发行过一张海报，其上绘有一名具有明显非洲人种特征的男子，文字写道，“若将此人绝育，那么就不会诞生…12个患遗传病的后代”。卫生博物馆馆长克劳斯·沃格尔（Klaus Voegel）表示，“若从是否曾杀戮无辜这个角度来说，卫生博物馆算不上犯罪机构，”但“本馆曾协助纳粹编造过人命分高低贵贱，有些人不配生存的理论”。
纳粹當局將种族理论写入法律，其中最著名的便是于1933年7月获得通过的遗传病后代预防法和1935年的两部纽伦堡法案。代号為T-4行动的安乐死计划主要针对被控可能会令“德意志民众”受到“堕落与退化”之威胁的人，青年组织力量来自欢乐亦曾参与其中。在种族法案之规定下，雅利安人与非雅利安人发生性关系被称作“种族玷污”。
战争爆发后，为继续维护日耳曼血统的“纯洁性”，纳粹将“种族污染”罪的定罪标准扩充至所有外国人（即所有非德国人）。尽管有反种族污染罪的存在，但仍有德军士兵在犹太人大屠杀期间强奸犹太女性的记录。 
纳粹政权要求所有想成为帝国公民的德国人出示雅利安血统证明。希特勒曾为少量被种族法划定为非纯种雅利安人或有犹太血统的人颁发过日耳曼血统证明，而这只是罕见的个例。
二战期间，纳粹在欧洲中部及东部为挑出拥有“日耳曼血统”的居民而尝试实行过日耳曼化/德国化政策。首先要将筛选合格的人列入《德意志人名錄》。这些被视作德意志人并被包含进《德意志人名录》的人会遭到两种处置，一种是被绑架到德国，接受日耳曼同化，另一种则是为避免敌人利用“日耳曼血统”来反抗纳粹而被处决。在波兰各地区，纳粹为了给那些在苏德互不侵犯条约签订后受其劝诱的波罗的海德意志人腾出生存空间而杀害或驱逐了很多波兰人。纳粹还曾大费周章地在前波兰公民中辨别拥有北欧人种特征与日耳曼血统的人。若这些人通过了筛查步骤并被确认具备“种族价值”，那么纳粹就将把他们从父母身边掳走，送到德国，当作德国人养育。而那些未通过筛查的孩子则可能被用于医学实验，也可能成为德国工业体系中的奴隶劳工。
法国等西欧国家公民得到的待遇没有那么严酷，因为纳粹认为他们的人种比那些只配当奴隶或被灭绝的波兰“低等人类”要高级，但纳粹依然不会认为他们和纯种德国人一样优质；为便于普通德国人理解，纳粹将复杂的种族分类体系简要解释为“东边的人要不得，西边的人还能要”。仍然，纳粹还是在法国实施了大范围种族分类，以备未来之需。